# Rasim Başak
Rasim Başak (Bakoe (Sovjet-Unie), 17 februari 1980) is een Azerbeidzjaans-Turks voormalig basketballer die doorgaans als power-forward speelde. 

## Carrière
Hij was van 1999 tot en met 2012 actief voor achtereenvolgens Oyak Renault (1999-2003), Fenerbahçe Ülker (2003-2010), Türk Telekom BK (2010-2011) en Antalya BB (2011-2012).
Başak heeft een Azerbeidzjaanse vader en Russische moeder. Hij kwam tot juli 2010 uit voor het Turks basketbalteam, daarna voor het Azerbeidzjaans basketbalteam.

## Erelijst
- Turks landskampioen: 2007, 2008, 2010
- Turks bekerwinnaar: 2007